# بیچوود (ویسکانسین)
بیچوود (به انگلیسی: Beechwood) یک منطقهٔ مسکونی در ایالات متحده آمریکا است که در اسکات واقع شده‌است. بیچوود ۳۱۳٫۹۵ متر بالاتر از سطح دریا واقع شده‌است.